# 입헌정우회
입헌정우회(일본어: 立憲政友会 릿켄세이유카이[*], 약칭: 정우회)는 메이지 시대부터 쇼와 시대까지 존재했던 일본 제국의 정당이다. 1920년대 중반부터 1930년대 초반까지 입헌민정당과 함께 양당제를 구성했다.
1900년 정당내각제 확립을 꾀했던 이토 히로부미의 주도 하에 창당되었으며 제4차 이토 내각부터 수대에 걸쳐 내각을 조직해 정권을 담당했다. 1939년 혁신파(나카지마파), 정통파(구하라파), 중립파(가네미쓰파)로 분열했다가 1940년 7월 16일 정통파와 통일파(중립파의 후신)가 해산하고 7월 30일 혁신파도 해산하면서 입헌정우회는 역사 속으로 사라졌다.
정우회는 성립 취지서에서 드러나듯 "우리는 국가에 대한 정당의 책임을 존중하고 오로지 공익을 목적으로 하여 행동"하고자 했다. 국운을 추진하고 문명을 부식(扶植)하기 위해 여론을 지도하고 지방공공시설의 건설에서도 공익을 최우선하여 국가 공당임을 강조했다. 당명에 '당'이 아니라 '회'를 넣은 것도 국가 이익을 우선하고 국가와의 일체감을 강조했던 이토 초대 총재의 정당관에서 유래한 것으로 정당에 대한 국가의 우위성을 나타낸 것이었다. 국민의 사적인 이익을 추구하는 민당을 정당이라고 한다면 정우회는 이를 억누르는 반정당적인 정당이었던 셈이다.
이토는 상공업, 나아가 국가의 발전을 목표로 삼았고 당시 서서히 증가하던 지주 출신 사업가들에게 입당을 권유했다. 사이온지 내각 때는 철도의 국유화 및 신설, 축항, 학교 건설 등의 정책을 적극적으로 전개했고 이 과정에서 이권을 투여해 당세를 확장하는데 성공했다. 미쓰이 그룹, 야스다 그룹, 시부사와 그룹 등의 재벌의 지지도 얻었다. 또한 개인의 권리 및 자유의 보전, 우호적인 외교 관계, 국방 충실, 교육 진흥, 산업 발전, 교통망의 충실 등도 추진했다. 이누카이 내각 때는 경제를 중심으로 한 평화적 외교 정책인 산업입국주의를 표방하기도 했다. 정우회의 유력 지지 기반에는 지주들도 있었기에 지방자치 존중이나 지방 분권도 주장했다.

## 역사

### 창당 이전
메이지 유신 이후 정부를 조직한 서남 지방의 웅번과 그 일가는 번벌이 되어 정권을 독점했다. 하지만 일본 제국 헌법이 제정되고 제국의회가 창설되면서 자유 민권 운동 세력(민당)이 중의원을 장악하여 그들의 동의 없이는 예산과 법률이 성립하지 못하게 되었다. 이로써 번벌은 민당과 제휴·타협하지 않고서는 원활한 정권 운영에 어려움을 겪기 시작했다.
번벌 출신으로 원로였던 이토는 번벌과 정당의 대립을 전제로 한 초연주의를 주장했으나 이후 생각을 바꿔 정당내각제로의 이행을 모색했다. 이토가 두 번째로 정권을 맡았던 제2차 이토 내각 때는 헌정당과 제휴했고 호시 도루 등과 깊은 관계를 맺었고 이를 바탕으로 신당 창립에 나섰다. 여기에는 헌정당 외에도 제국당 등이 함께했으며 이토의 맹우 이노우에 가오루의 도움을 받아 실업계의 찬동도 얻었다. 각계 명사들에게 입당 권유도 이루어졌으며 이토는 정부 요직을 사임하여 창당 준비에 박차를 가했다. 메이지 천황도 칙허와 함께 2만 엔을 하사해줬다.

### 창당
1900년 9월 15일 이토를 초대 총재로 하여 입헌정우회가 정식으로 창당되었으며 당시 중의원 의석 수는 152석이었다. 창당할 때의 당칙은 총재에게 전제적인 권한을 부여했고 당직 인선도 총재에게 일임되어 있었다.
하지만 야마가타 아리토모가 총리직을 포기하고 후임 총리로 천황에게 이토를 천거하면서 이토는 정우회를 장악할 기회를 놓치고 말았다. 야마가타는 정당에 대한 부정적 인식이 강했고 그래서 정우회가 정당으로서의 형태를 제대로 갖추기 전에 정권을 떠넘겨 정우회를 무너뜨리고자 획책했던 것이다. 이런 과정을 거쳐 10월 19일 제4차 이토 내각이 출범했고 육군대신·해군대신·외무대신 외의 각료직은 모두 정우회 당원으로 채워졌다. 야마가타는 이후에도 정당 내각을 내버려두지 않아 귀족원을 움직여 내각의 방침에 반대하도록 했으며 도쿄시 의옥 사건으로 호시가 체신대신직을 사임하는 등 혼란이 끊이지 않았다. 이 무렵 청나라에서 의화단의 난이 일어나서 일본이 출병했었는데 군비를 마련하고자 의회에 증세안을 제출했으나 1901년 3월 부결되었고 와타나베 구니타케 대장대신이 긴축 재정을 꾸준히 주장하여 내각 내 의견이 불일치하는 상황까지 연출되자 결국 이토는 내각총사퇴를 결정해버렸다. 하지만 이토는 정우회 내각을 유지하기 위해 이노우에를 끌어들여 그를 후임 총리로 삼고자 했지만 조각에 실패했고 후임 총리직은 야마가타가 추천한 가쓰라 다로가 물려받았다. 이로써 정우회는 8개월만에 야당이 되었다.

### 게이엔 시대
제1차 가쓰라 내각이 수립된 뒤에 이토는 러시아 및 구미 열강과의 외교 교섭을 위해 외유를 떠났다. 이는 원로로서 정부를 뒷받침해줘야 했지만 한편으론 정우회 총재로서 정부와 대립하는 정우회를 뒷받침해줘야 했던 복잡한 상황을 타파하기 위한 도피성 목적이 강했다. 이토가 외유를 떠나자 정우회의 하라 다카시, 마쓰다 마사히사 등 간부들은 가쓰라 내각에 대한 공격을 개시했다. 제1차 오쿠마 내각이 붕괴된 이래 견원지간이었던 헌정본당과 제휴하여 11월 정부의 외채 미달 사태를 크게 비판하기도 했다. 하지만 정우회 내에서는 정부와의 교섭을 계속해야 한다고 주장하는 세력이 있었고 이토도 유럽에서 극비리에 전보를 통해 도각을 보류하라는 훈시를 보내 양측의 대립은 잠시 일단락되었다.
1902년 8월 10일 제7회 일본 중의원 의원 총선거를 통해 원내1당의 지위를 유지한 정우회는 지조 증세를 둘러싸고 다시 헌정본당과 제휴하여 내각과 대립했고 이토조차 이를 말릴 수 없었다. 가쓰라는 그해 말에 의회를 해산한 뒤 이토와 직접 담판에 나서 지조 증세를 용인하는 대신 예산의 일부를 재배정하는 밀약에 합의했다. 1903년 3월 1일 제8회 일본 중의원 의원 총선거 때도 정우회는 원내1당의 지위를 유지했는데 그 직후에 이토가 가쓰라와 맺은 밀약의 존재가 드러났다. 정우회는 강하게 반발했고 이토는 밀약을 이행하는 대신 당칙을 개정하여 총재의 전제적 권한을 줄이게 되었다. 하지만 이를 계기로 이토의 이중적 지위에 대해 번벌과 정우회 어느 쪽에서도 거북함을 느끼는 상황은 이어졌고 결국 번벌과 정우회의 합의를 거쳐 추대 형식을 빌려 이토를 추밀원 의장으로 선출했다. 자연스럽게 물러나게 된 정우회 총재직에는 사이온지 긴모치가 임명되었다.
이후 가쓰라가 이끄는 번벌과 사이온지가 이끄는 정우회 사이에서 타협이 이루어져 두 사람이 번갈아가며 정권을 운영하는 시대가 약 10년 간에 걸쳐 이어졌다. 이를 게이엔 시대라고 부르며 이 시기에 정우회는 줄곧 원내1당의 지위를 유지했다.
1904년 2월 러일 전쟁이 발발하자 정우회는 내각의 전쟁 수행에 협력했다. 그해 11월 사이온지, 하라, 마쓰다 등 간부 3명이 가쓰라와 비밀리에 접촉하여 전쟁이 끝나면 정권을 정우회에 넘기겠다는 합의가 이루어졌다. 1905년 8월 28일 전쟁을 끝내기 위해 포츠머스 조약이 체결되었지만 이에 반대하는 민중들이 히비야 방화 사건을 일으켰다. 정우회는 하라가 단속에 나서 여기에 참여하지 않았지만 가쓰라 내각은 방화 사건의 해결을 이유로 정권 이양을 늦추다가 1906년 1월 7일에서야 비로소 제1차 사이온지 내각이 출범했다. 그 이후에도 가쓰라와 사이온지가 번갈아가며 정권을 담당했고 안정된 시기를 바탕으로 정우회는 하라와 마쓰다를 중심으로 당세를 확대해나갔다. 하지만 번벌과 정우회의 타협은 오래 지속될 수 없었고 제3차 가쓰라 내각이 출범하자 정우회가 호헌 운동을 조직해 결국 가쓰라 내각을 2개월만에 무너뜨렸다(다이쇼 정변). 이후 1913년 제1차 야마모토 내각이 수립됐고 정우회는 다시 여당이 되었다.

### 하라 총재 시대
다이쇼 천황은 조칙을 내려 사이온지에게 제3차 가쓰라 내각에 협력할 것을 지시했지만 하라는 이를 무시했다. 공가 출신이었던 사이온지는 이에 대한 책임을 지고 총재직에서 물러났다. 마쓰다는 사이온지의 후임이 되길 원했지만 그 전에 급사해버렸고 하라가 1914년 정식으로 총재직에 올랐다. 다이쇼 데모크라시의 물결을 타고 당세 회복에 성공한 정우회는 1917년 원내1당에 복귀했고 1918년 쌀 소동 후에 하라 내각이 수립되어 일본 헌정사상 최초로 본격적인 정당 내각이 등장했다.
다이쇼 시대의 정우회는 하라를 핵심으로 하여 야마모토 다쓰오, 미즈노 렌타로, 다카하시 고레키요 등 이토의 계열에 속했던 정치인들과 야마가타의 계열에 속하지 않았던 관료 등을 중심으로 하여 의회의 과반수를 차지한 대정당으로 성장했으며 지방의 이익 확충에 적극적으로 나서 당세를 확대해나갔다. 하지만 하라가 암살된 후 다카하시 고레키요, 오자키 유키오, 노다 우타로, 요코타 센노스케, 고이즈미 사쿠타로, 오가와 헤이키치, 오카자키 구니스케 등을 중심으로 한 당인파(총재파)와 야마모토, 도코나미 다케지로, 나카하시 도쿠고로, 모토다 하지메 등을 중심으로 한 관료파(비총재파) 간의 대립이 첨예화되기 시작했다.

### 1차 분열
하라가 살아있을 때는 표면화하지 않았던 내부 대립이 하라 사후 다카하시가 총재가 되면서 수면 위로 부상하기 시작했다. 대립 구도는 나카하시, 모토다 등 관료 계열과 요코타, 모치즈키 게이스케 등 자유당계 멤버 간의 싸움이었다. 제45회 제국의회 후 개각을 계획한 다카하시는 1921년 5월 2일 각의에서 이를 공식화했지만 모토다 철도대신과 나카하시 문부대신의 반대에 직면했고 다음 날 야마모토 농상무대신도 반대하면서 잠시 단념했다. 하지만 6월 5일 정우회 의원총회에서 개각 문제를 총재에게 일임할 것을 결의한 뒤 모든 각료들에게 사표 제출을 요구하면서 다시 개각 문제가 불거졌다. 야마모토, 도코나미 내무대신, 노다 체신대신은 사표 제출에 동의했지만 모토다와 나카하시는 이번에도 개각에 반대했고 결국 다카하시는 내각총사직을 단행했다. 이후 다카하시와 요코타는 비개각파였던 모토다, 나카하시 등 6명을 제명해버렸다. 하지만 이들은 반년이 지난 12월 모두 복당하게 된다.
다카하시가 총리직에서 물러난 뒤 이를 계승한 건 해군 출신인 가토 도모사부로였다. 정우회는 원내1당이었음에도 정권을 잃었고 이는 당시 당을 주도하고 있던 요코타에 대한 비판을 불렀다. 가토가 갑작스레 사망한 뒤에도 해군 출신인 야마모토 곤노효에가 2차 내각을 조각하여 정우회에는 정권이 돌아오지 않았다. 이후 정우회 내의 갈등이 더욱 심해졌고 1923년 12월 개혁파인 야마모토, 모토다, 나카하시가 총무위원에 참여하는 것으로 타협을 보았다. 하지만 야마모토가 물러난 뒤에도 귀족원 의원 출신인 추밀원 의장 기요우라 게이고가 신임 총리가 되어 정우회는 3번 연속 정권을 차지하지 못하게 되었다. 조각에 착수한 기요우라는 귀족원의 최대 교섭단체인 연구회에 협력을 요청했지만 예상 외로 난항을 겪었다. 한편, 이때 정우회는 개혁파들이 다카하시를 은퇴시키고 도코나미를 총재로 옹립한 뒤 연구회와 함께 기요우라 내각에 참여하는 계획을 꾸몄다. 다카하시는 이와 무관하게 총재직 사퇴를 한 번 결심했었지만 고이즈미의 설득에 따라 사퇴하지 않기로 했으며 또한 기요우라 내각에도 참여하지 않기로 했다. 이는 또다시 정우회 분열의 단초를 만들었고 결국에는 탈당하는 의원이 나오기 시작했다.
요코타와 고이즈미는 당초 탈당자의 수가 20~30명 정도로 많지 않을 것이며 중의원 제1당의 지위는 유지할 수 있을 것이라고 전망했다. 오히려 갈등분자들을 제거하여 당내 결속을 다질 기회라고 생각했다. 요코타는 탈당자 수가 많아도 50명일 것이라 추측했고 100명 전후의 탈당자를 예측한 사람들도 다가오는 선거에서 원내 1당의 지위는 확보할 수 있다고 생각했다. 15일 다카하시는 정식으로 기요우라 내각 참여에 반대하고 작위를 아들에게 물려준 뒤 중의원 의원 총선거에 출마하겠다고 선언했다. 이를 계기로 정우회 내 개혁파는 탈당을 공식화했는데 그 수가 148명에 달했다. 29일 데이코쿠 호텔에서 정우본당 창당식이 열렸으며 이후 제48회 제국의회가 시작했을 때 정우본당이 150석으로 원내 1당의 지위를 차지했고 139석의 정우회는 제2당으로 밀려나는 수모를 당했다. 이에 정우회는 헌정회, 혁신구락부와 함께 도각 운동에 나섰다.
기요우라 내각은 선거권 확대를 위한 선거법 개정에 나섰고 정우회는 이에 반대하여 1924년 1월 31일 내각불신임안을 제출했다. 본회의장이 혼란스러워지자 내각은 중의원을 해산해버렸다. 간토 대진재의 여파로 선거인 명부 정비가 늦어져 해산하고 100일이 지난 5월 10일에 총선거가 이루어졌다. 이번 선거에서 헌정회가 153석을 얻어 크게 약진했으며 정우본당이 114석, 정우회가 101석, 이누카이 쓰요시가 이끄는 혁신구락부가 30석을 얻었다. 정우회는 전략 실패로 두 차례에 걸친 큰 참패를 겪었지만 총재 후보자를 찾지 못해 다시 다카하시가 총재에 취임했다.
정우본당은 도코나미가 총재직을 거머쥐었는데 5월 23일 비밀리에 정우회의 마쓰모토 고키치와 회담을 하여 80명을 이끌고 정우회에 복귀하겠다며 요코타에게 협상을 의뢰했다. 사이온지와 상담한 마쓰모토는 이를 받아들이지 않았지만 이 얘기가 오히려 정우본당에 알려지면서 반 도코나미 세력이 이들에게 복귀해라면서 갈등이 일어났다. 25일 기요우라는 총선거의 결과에 따라 의회 운영이 어려워졌다며 사이온지와 회담하면서 내각총사직의 뜻을 내비쳤지만 사이온지는 선거 결과를 바탕으로 정권이 바뀌는 전례는 좋지 않다면서 내각불신임안을 통과시킨 뒤 내각총사직하는 것으로 합의했다. 이후 기요우라 내각은 6월 7일 정식으로 총사직했다.
이 무렵 정우회는 고이즈미가 주도하여 정우회, 혁신구락부, 정우본당이 연합하여 반 헌정회 연립 정권을 만드는 전략을 구상하고 있었다. 기요우라 내각에서도 오키 엔키치가 정우회와 정우본당의 지지를 얻어 내각을 유지하는 공작을 꾸몄지만 어느것도 성공하지 못했다. 9일 사이온지는 중의원 제1당인 헌정회의 가토 다카아키를 총리로 추대했고 가토는 정우회 및 혁신구락부와 함께 연립 내각을 만들었다. 정우회에서는 요코타가 사법대신으로 입각했는데 요코타가 당시 당무를 책임지고 있었기 때문에 그 역할을 맡기 위해 노다가 신설된 부총재직에 올랐다.
가토 다카아키 내각이 출범하고 얼마되지 않은 8월 오카자키가 가토 내각이 근본적인 재정 정리에 실패할 경우 한 층 더 강력한 내각이 필요하다며 정우회와 정우본당이 합당한 뒤 前 육군대신 다나카 기이치를 총재로 하는 새 내각을 만드는 계획을 꾸몄다. 하지만 이 계획은 다카하시의 반대로 좌절되었다. 1924년 제50회 제국의회가 열리자 가토 내각은 보통선거안을 제출했고 정우회와 정우본당의 합당도 의논됐다. 하지만 양당의 합당은 실패했고 12월 29일 하토야마 이치로와 나카하시 등 22명이 개별적으로 정우본당을 탈당한 뒤 정우회에 합류했다. 1926년 1월 20일 정우본당 당대회에서 고문 가와하라 모스케가 탈당 단속에 나서서 80명 이상의 의원을 유지하여 캐스팅보트를 쥐는 제3당의 노선을 견지하기로 했다.
8월 연립 내각이 붕괴하고 헌정회가 단독으로 내각을 구성하자 정우본당이 캐스팅보트를 쥐게 되었다. 이때 또다시 정우회와의 합당 문제가 논의돼 정우회 총재 다나카와 정우본당 총재 도코나미 사이에서 제휴 합의서도 작성됐지만 도코나미는 합당에는 소극적이어서 합당에까지 이르지는 못했다. 이후 12월 제51회 제국의회에서 중의원 내 상임위원장직 분배를 둘러싸고 갈등이 일어나 교섭이 결렬되었다. 이런 상황 속에서 하토야마와 나카하시 등이 정우본당을 탈당하여 다음해 2월 정우회에 복당했으며 1927년 2월 25일 헌정회와 정우본당이 합당하여 입헌민정당을 창당했다. 정우회는 민정당을 와해시킬 목적으로 스기타 데이이치, 모토다, 가와하라 등 30명을 탈당시켜 정우회에 입당시켰다. 이후 쇼와 금융 공황이 일어나 제1차 와카쓰키 내각이 쓰러지자 정우회 총재 다나카 기이치가 조각을 단행해 다나카 기이치 내각이 수립됐다. 정우회는 드디어 오랜만에 단독 정권을 구성하는데 성공했지만 그 과정에서 다나카의 영향으로 재향군인회가 정우회의 지지 단체가 되는 등 정우회의 친군화(親軍化) 현상이 일어나기 시작했다.

### 양당제 시대
쇼와 시대에 들어서면서 정우회는 민정당과 교대로 수년 간에 걸쳐 정권을 담당하게 되었다. 하지만 정우회는 1930년 하마구치 오사치 총리 저격 사건이나 1932년 이누카이 쓰요시 암살 사건(5·15 사건)을 정당 정치의 위기로 파악하지 못한 채 민정당 추방을 획책하며 친군적·보수적 성격을 강화하여 국민의 신임을 잃어가고 있었다. 이누카이 암살 후 총리 서거를 계기로 내각이 총사직하면 후임 여당 총재가 정권을 계승한다는 헌정의 상도에도 불구하고 정권을 잃었고 1936년 제19회 일본 중의원 의원 총선거에서 총재 스즈키 기사부로가 낙선하는 등 대참패를 당했다. 1937년 하마다 구니마쓰가 반파쇼적 자세를 보이면서 일시적으로 태도를 전환했지만 루거우차오 사건을 계기로 중일 전쟁이 일어나자 전쟁에 협력하는 자세로 다시 돌아와버렸다. 1939년에는 총재직을 둘러싸고 구하라 후사노스케와 나카지마 지쿠헤이가 대립하여 결국 두 사람을 지지하는 파벌끼리 분열되었다. 1940년 두 파벌은 모두 정우회를 이탈한 뒤 신체제운동에 참가하여 대정익찬회에 합류했다.

### 2차 분열과 해당
스즈키가 총재직을 사임한 뒤 하토야마, 마에다 요네조, 시마다 도시오, 나카지마 등 4명이 총재 대행위원이 되어 집단지도체제로 정우회를 이끌었다. 하지만 1939년 4월 30일 나카지마가 일방적으로 정우회 혁신 동맹을 결성하여 그 총재가 되었다. 이에 하토야마 등은 와병 중인 스즈키를 움직여 나카지마가 혁신 동맹 총재에 취임하기 이틀 전에 구하라, 미츠치 추조, 요시자와 겐키치 등 3명을 새로운 총재 대행위원으로 임명했다. 이후 정우회는 구하라, 하토야마, 미츠치, 요시자와, 히다 다쿠지 등이 중심이 된 정통파와 나카지마, 마에다, 시마다, 다나베 시치로쿠, 도고 미노루 등이 중심이 된 혁신파로 분열하게 됐다. 이는 다이쇼 말기 정우본당과의 분열과 구분하기 위해 제2차 분열로 불리게 된다.
정통파는 5월 20일 임시전당대회를 열어 스즈키 전 총재의 지명이라는 형식을 빌려 구하라를 총재로 추대했다. 이에 혁신파는 모치즈키, 야마자키 타츠노스케 등을 영입했다. 이렇게 두 파벌의 대립이 심해지자 어느 파벌에도 가담하지 않았던 가네미쓰 쓰네오, 이누카이 다케루, 오타 마사타카 등이 중립파를 결성했다. 1940년 사이토 제명 사건 당시 제명에 찬성했던 정통파의 의원들이 중립파에 합류했고 이후 중립파는 통일파라고 자처했다.
2차 분열 이후 당의 기관지였던 『정우』 등은 혁신파가 차지했다. 그래서 1943년에 완성한 『입헌정우회사』에는 나카지마를 8대 총재로 기록하고 있다. 이후 정통파는 별도로 『입헌정우』라는 기관지를 만들어 『정우』에 대항했다.
7월 16일 66석을 가진 정통파와 10석을 가진 통일파가 탈당, 7월 30일에는 97석을 가진 혁신파도 탈당해 대정익찬회에 합류했다. 이로써 이토 히로부미가 창당하고 40년의 역사를 가진 정우회는 정식으로 소멸했다.

### 해당 이후
해당 이후 정우회 소속 의원들의 행동은 해당 전 파벌들끼리 서로 달랐다. 친군파였던 혁신파와 소수파였던 통일파는 대정익찬회에 합류한 뒤로도 익찬의원동맹→익찬정치회→대일본정치회에 소속되어 주류파를 구성했고 전후에는 마치다 추지와 같이 일본진보당을 결성하는데 참여했으나, 공직추방으로 정계에서 퇴출되어 명맥이 끊겼다. 한편 정통파는 익찬정치에 비판적이던 하토야마파와 친군파였지만 나카지마파에 대한 대항 의식을 가지고 있던 구하라파로 나뉘었는데 그 양상이 조금 복잡했다.
하토야마파는 익찬의원동맹에 참여하지 않고 1941년 8월 2일 국세조사회를 결성하고 이를 바탕으로 11월 10일 동교회를 결성했다. 동교회 소속 의원들은 익찬선거 때 추천을 받지 못해 정부의 방해를 받았고 당선자 수는 9명에 불과했다. 결국 동교회는 1942년 5월 14일 해산했고 새롭게 후낙회를 결성했다가 사제회로 이름을 바꿨다. 전후에는 일본자유당을 창당했다.
구하라파는 패전 이후 진보당과 자유당 어디에도 가담하지 않고 정치인들도 일본의 패전에 스스로 책임을 져야 하며 정당을 재건하는 것은 타당하지 않다고 주장했다. 이들은 국회의원들이 모두 사직해야 한다고 주장했지만 이후 호국동지회와 익장의원동지회에 소속된 의원들과 함께 교섭단체 무소속구락부를 결성했다.

## 지도부

### 역대 총재
| 대수 | 총재              | 총재              | 재임 기간                         | 비고                   |
| ---- | ----------------- | ----------------- | --------------------------------- | ---------------------- |
| 초대 |                   | 이토 히로부미     | 1900년 9월 15일 ~ 1903년          |                        |
| 2대  |                   | 사이온지 긴모치   | 1903년 ~ 1913년                   |                        |
| 3대  |                   | 하라 다카시       | 1914년 ~ 1921년                   |                        |
| 4대  |                   | 다카하시 고레키요 | 1921년 ~ 1925년                   |                        |
| 5대  |                   | 다나카 기이치     | 1925년 4월 ~ 1929년 9월           |                        |
| 6대  |                   | 이누카이 쓰요시   | 1929년 10월 ~ 1932년 5월          |                        |
| 7대  |                   | 스즈키 기사부로   | 1932년 5월 ~ 1937년 2월           |                        |
| -    |                   | 하토야마 이치로   | 1937년 2월 ~ 1939년 4월 30일      | 총재 대행위원          |
| -    | 마에다 요네조     |                   | 1937년 2월 ~ 1939년 4월 30일      | 총재 대행위원          |
| -    | 시마다 도시오     |                   | 1937년 2월 ~ 1939년 4월 30일      | 총재 대행위원          |
| -    | 나카지마 지쿠헤이 |                   | 1937년 2월 ~ 1939년 4월 30일      | 총재 대행위원          |
| -    |                   | 나카지마 지쿠헤이 | 1939년 4월 30일 ~ 1940년 7월 30일 | 혁신파 총재            |
| -    |                   | 쿠하라 후사노스케 | 1939년 4월 30일 ~ 1939년 5월 20일 | 구하라파 총재 대행위원 |
| -    | 미쓰지 추조       |                   | 1939년 4월 30일 ~ 1939년 5월 20일 | 구하라파 총재 대행위원 |
| -    | 요시자와 겐키치   |                   | 1939년 4월 30일 ~ 1939년 5월 20일 | 구하라파 총재 대행위원 |
| -    |                   | 쿠하라 후사노스케 | 1939년 5월 20일 ~ 1940년 7월 16일 | 정통파 총재            |

## 같이 보기
- 입헌민정당

## 참고 문헌
- 이노우에 도시카즈 (2012). 《政友会と民政党：戦前の二大政党制に何を学ぶか》 [정우회와 민정당: 전전 양당제로부터 무엇을 배우는가]. 中公新書 (일본어). 中央公論新社. ISBN 978-4-12-102192-2.
- 우노 슌이치;  외. (1991). 《日本全史（ジャパン・クロニック）》 [일본전사 (재팬·크로니클)] (일본어). 고단샤. ISBN 4-06-203994-X.
- 오쿠 겐타로 (2004년 7월 30일). 《昭和戦前期立憲政友会の研究 党内派閥の分析を中心に》 [쇼와 전전 시기 입헌정우회 연구: 당내 파벌의 분석을 중심으로] (일본어). 게이오기주쿠 대학 출판회. ISBN 978-4-7664-1092-1.
- 아와야 겐타로 (1988년 11월 1일). 《昭和の政党》 [쇼와 시대의 정당] (일본어). 쇼가쿠칸. ISBN 4-09-401106-4.
- 간다 후히토 (1989년 1월 1일). 《占領と民主主義》 [점령과 민주주의] (일본어). 쇼가쿠칸. ISBN 4-09-401108-0.
- 나카타니 다케요 (1974년). 《戦時議会史》 [전시 의회사] (일본어). 民族と政治社.
- 하타 이쿠히코 (2001년 11월). 《日本官僚制総合事典 1868-2000》 [일본 관료제 종합사전 (1868~2000)] (일본어). 도쿄 대학 출판회. ISBN 978-4-13-030121-3.
- 마스미 준노스케 (2011년 12월 15일). 《新装版 日本政党史論 2》 [신장판 일본정치사론 2] (일본어). 도쿄 대학 출판회. ISBN 978-4-13-034272-8.

- 立憲政友会史 第1巻: 伊藤総裁時代 - 구글 도서 (입헌정우회사 편집부, 1924년)
- 立憲政友会史 第2巻: 西園寺総裁時代:前編 - 구글 도서 (입헌정우회사 편집부, 1924년)
- 立憲政友会史 第3巻: 西園寺総裁時代:後編 - 구글 도서 (입헌정우회사 편집국, 1925년)
- 立憲政友会史 第4巻: 原総裁時代 - 구글 도서 (입헌정우회사 편집국, 1926년)
- 立憲政友会史 第5巻: 高橋總裁時代 - 구글 도서 (입헌정우회사 편집부, 1933년)
- 立憲政友会史 第6巻: 田中総裁時代 - 구글 도서 (입헌정우회사 편집부, 1933년)
- 立憲政友会史 第7巻: 犬養総裁時代 - 구글 도서 (입헌정우회사 편집부, 1933년)